# Ritchie Torres
Ritchie John Torres (12 de marzo de 1988) es un político estadounidense de Nueva York. Miembro del Partido Demócrata, Torres es el representante de Estados Unidos para el distrito 15 del Congreso de Nueva York. El distrito cubre la mayor parte del sur del Bronx. Es uno de los distritos más pequeños del país en términos de superficie y cubre sólo unos pocos kilómetros cuadrados. Torres representa el distrito del Congreso más pobre del estado de Nueva York.
Torres se desempeñó como miembro del Consejo Municipal de Nueva York para el distrito 15 de 2013 a 2020. Fue el primer candidato abiertamente gay en ser elegido para un cargo legislativo en el Bronx y el miembro más joven del concejo. Torres presidió el Comité de Vivienda Pública y fue líder adjunto de la mayoría. Como presidente del Comité de Supervisión e Investigaciones, se centró en los préstamos predatorios para taxis y en el Programa de Transferencias a Terceros de la ciudad. En 2016, Torres fue delegado de la campaña de Bernie Sanders.
En julio de 2019, Torres anunció su candidatura al distrito 15 del Congreso de Nueva York, para suceder al representante José E. Serrano. El distrito es uno de los distritos del Congreso con mayor tendencia demócrata del país. Torres ganó las elecciones generales de noviembre de 2020 y asumió el cargo el 3 de enero de 2021. Esto lo convirtió a él y a Mondaire Jones en los primeros hombres negros abiertamente homosexuales elegidos para el Congreso. También convirtió a Torres en el primer afrolatino abiertamente gay elegido para el Congreso. Es uno de los nueve copresidentes del Caucus de Igualdad LGBTQ+ del Congreso en el 117º Congreso de los Estados Unidos.